# Перехідні лісостепи Центральних Сполучених Штатів
Перехідні лісостепи Центральних Сполучених Штатів (ідентифікатор WWF: NA0804) — неарктичний екорегіон помірних луків, саван і чагарників, розташований в центральній частині США.

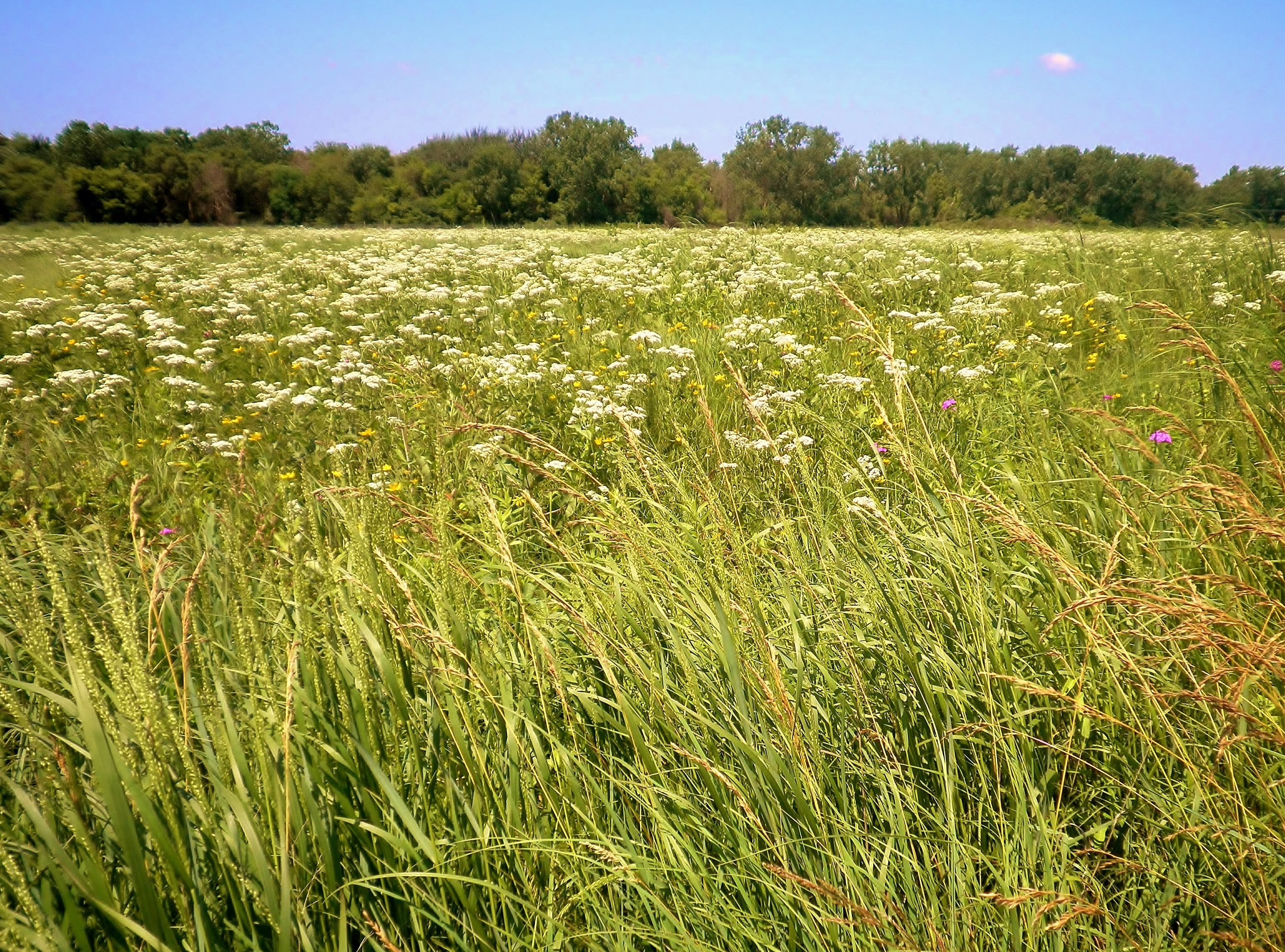
Прерія Маркхем в Іллінойсі

## Географія
Екорегіон перехідних лісостепів Центральних Сполучених Штатів простягається широкою смугою з північного сходу на південний захід через сім штатів в центральній частині США. Він охоплює північний захід Індіани, більшу частину Іллінойсу, південь Айови, північну половину Міссурі, схід Канзасу та Оклахоми та частину Північного Техасу. Рельєф регіону представлений широкими горбистими рівнинами, які є частиною поясу Внутрішніх низовин, що простягаються з півночі на південь через центральну частину Північної Америки. Тут переважають родючі моллісолі (феоземи та чорноземи), які колись підтримували багаті природні ландшафти, а наразі — сільськогосподарські угіддя Кукурудзяного поясу.
Перехідні лісостепи Центральних Сполучених Штатів, разом із перехідними лісосаванами Центральних Сполучених Штатів, поширеними північніше, відділяють прерії Великих Рівнин від широколистяних лісів сходу Північної Америки. На захід від цього екорегіону лежать центральні високотравні прерії, високотравні прерії пагорбів Флінт-Гіллс та центральні і південні мішані прерії, на південь — савани Едвардського плато, а на схід — ліси півдня Великих озер, широколистяні ліси Центральних Сполучених Штатів та гірські ліси Озарку.

## Клімат
На півночі екорегіону переважає вологий континентальний клімат (Dfa за класифікацією кліматів Кеппена), а на півдні — вологий субтропічний клімат (Cfa за класифікацією Кеппена). Середня температура коливається від 10 °C на півночі до 20 °C на півдні. Середньорічна кількість опадів в регіоні коливається від 600 до 1040 мм.

## Флора
Територія екорегіону є перехідною зоною між високотравними преріями, поширеними західніше, та помірними широколистяними лісами, поширеними південніше. Таким чином, природний рослинний покрив екорегіону раніше був представлений мозаїкою дубових саван, високотравних прерій, луків, широколистяних лісів і рідколісь та водно-болотних угідь. Порівняно з преріями, дубові савани вирізнялися більшою щільністю дерев та чагарників, особливо в регіоні Кросс-Тімберс на крайньому півдні регіону, який простягався від південно-східного Канзасу через Оклахому до Техасу. Густота цих саван залежала від вологості (у вологих районах вони мали більш щільну структуру) та від режиму пожеж.
У дубових саванах, поширених у північній частині регіону, переважали великоплоді дуби (Quercus macrocarpa), чорні дуби (Quercus velutina), білі дуби (Quercus alba) та овалолисті дуби (Quercus ellipsoidalis). На півдні регіону в саванах домінували чорні дуби (Quercus velutina), зірчасті дуби (Quercus stellata), мерілендські дуби (Quercus marilandica) та дуби Мюленберга (Quercus muehlenbergii). Окрім саван, на півночі регіону також траплялися ділянки кленово-липових лісів, у яких переважали цукрові клени (Acer saccharum), американські липи (Tilia americana), американські в'язи (Ulmus americana), червоні дуби (Quercus rubra) та білі дуби (Quercus alba), а також дубово-гікорієві ліси, у яких переважали різні види дубів (Quercus spp.) та гікорі (Carya spp.). Ці ліси зазвичай росли на моренах, які залишился після останнього льодовикового періоду, вздовж струмків та на розчленованих височинах, тоді як савани та прерії переважали на рівнинах. У лісах на півдні регіону зростали віргінські яловці (Juniperus virginiana), чорні гікорі (Carya texana), крилаті в'язи (Ulmus alata) та різні види сумаха (Rhus spp.).
Флора трав'яного ярусу саван переважно була представлена злаками та різнотрав'ям, типовими для високотравних прерій, передусім мітлистим бородачником (Schizachyrium scoparium), а також високим бородачником (Andropogon gerardi) та пониклим сорговником (Sorghastrum nutans). Серед інших трав'янистих рослин, що зустрічалися в саванах та преріях регіону, слід відзначити короткоповислу граму (Bouteloua curtipendula), шорстку граму (Bouteloua hirsuta) та різні види арістіди (Aristida spp.). Загалом флора дубових саван вирізнялася високим різноманіттям, оскільки включала види, типові, як для лісів, так і для луків, а також види, унікальні для самих саван. Серед рідкісних видів, поширених в регіоні Кросс-Тімберс, слід відзначити команчі-пікську прерієву конюшину (Dalea reverchonii) та скельний індіанський хлібнокорінь (Pediomelum reverchonii), які є ендеміками екорегіону, а також східну прерієву любку (Platanthera leucophaea) та західну прерієву любку (Platanthera praeclara).
Історично основним фактором динаміки дубових саван були посухи та спричинені ними пожежі, завдяки яким савани мали доволі розріджену структуру. Інтенсивність, частота та площа пожеж у поєднанні з періодами посухи, ймовірно, підтримували межі цього екорегіону в стані балансу, не дозволяючи саванам зарости лісом або перетворитися на відкриті прерії. В регіоні Кросс-Тімберс частота пожеж становила в середньому раз на 4,4 роки, у посушливі роки — частіше. Після появи в регіоні європейських колоністів та зменшення частоти пожеж більшість саван були знищені, а їх рештки перетворилися на ліси, у яких домінували тіньовитривалі та вогнестійкі види. У деяких хащах Кросс-Тімберсу зустрічаються зірчасті дуби (Quercus stellata) віком 200-400 років та віргінські яловці (Juniperus virginiana) віком 500 років.

## Фауна
В межах екорегіону зустрічається 81 вид ссавців та понад 235 видів птахів. Серед поширених в екорегіоні ссавців слід відзначити білохвостого оленя (Odocoileus virginianus), койота (Canis latrans), звичайну лисицю (Vulpes vulpes), сіру лисицю (Urocyon cinereoargenteus), руду рись (Lynx rufus), довгохвосту ласицю (Neogale frenata), смугастого скунса (Mephitis mephitis), звичайного ракуна (Procyon lotor), американського борсука (Taxidea taxus), флоридського кролика (Sylvilagus floridanus) та віргінського опосума (Didelphis virginiana). На південному заході регіону трапляються східні плямисті скунси (Spilogale putorius), великовухі зайці (Lepus californicus), східноамериканські кроти (Scalopus aquaticus) та дев'ятипоясні броненосці (Dasypus novemcinctus). На берегах річок та озер поширені канадські бобри (Castor canadensis), канадські видри (Lontra canadensis), річкові візони (Neogale vison) та болотяні ондатри (Ondatra zibethicus).
Серед гризунів, що зустрічаються у перехідних саванах регіону, трапляються як лісові види, зокрема червоні вивірки (Tamiasciurus hudsonicus), сірі вивірки (Sciurus carolinensis), лисячі вивірки (Sciurus niger), лісові бабаки (Marmota monax), східні бурундуки (Tamias striatus), південні літяги (Glaucomys volans), соснові полівки (Microtus pinetorum) та майже ендемічні техаські миші (Peromyscus attwateri), так і прерієві види, зокрема рівнинні гофери (Geomys bursarius), ховрахи Франкліна (Poliocitellus franklinii), тринадцятисмугі ховрахи (Ictidomys tridecemlineatus), прерієві полівки (Microtus ochrogaster) та майже ендемічні техаські кенгурові стрибуни (Dipodomys elator). Рівнинні бізони (Bison bison bison), вапіті (Cervus canadensis), барибали (Ursus americanus), рівнинні вовки (Canis lupus nubilus) та північноамериканські пуми (Puma concolor couguar) були винищені в екорегіоні.
Серед поширених в екорегіоні птахів слід відзначити віргінську перепелицю (Colinus virginianus), великого індика (Meleagris gallopavo), північну зенаїду (Zenaida macroura), американського боривітра (Falco sparverius), неоарктичного канюка (Buteo jamaicensis), рубіновогорлого колібрі (Archilochus colubris), короткокрилого віреона (Vireo bellii), чубатого копетона (Myiarchus crinitus), прерієвого пісняра-лісовика (Setophaga discolor), мандрівного дрозда (Turdus migratorius), рогатого жайворонка (Eremophila alpestris), потюка (Chondestes grammacus), польову карнатку (Spizella pusilla), прерієвого багновця (Ammodramus savannarum), рудокрилого багновця (Centronyx henslowii), східного тауї (Pipilo erythrophthalmus), співочу пасовку (Melospiza melodia), польову вівсянку (Pooecetes gramineus), саванову вівсянку (Passerculus sandwichensis), золотого чижа (Carduelis tristis), східного шпаркоса (Sturnella magna), західного шпаркоса (Sturnella neglecta), індигову скригнатку (Passerina cyanea) та червоного кардинала (Cardinalis cardinalis). Раніше в регіоні були поширені лучні тетеруки (Tympanuchus cupido) та манітобські тетеруки (Tympanuchus phasianellus), однак наразі ці птахи в екорегіоні вимерли.
Герпетофауна регіону включає рідкісну американську болотяну черепаху (Emydoidea blandingii) та майже ендемічну осейджську мокасинову змію (Agkistrodon contortrix phaeogaster).

## Збереження
Майже 99 % природного рослинного покриву екорегіону було знищено, а його крихітні залишки є значно деградованими і фрагментованими. Більшість прерій та саван були перетворені на сільськогосподарські угіддя, на яких переважно вирощується кукурудза та соя. 
Близько 3,8 % площі екорегіону є заповідними територіями. Природоохоронні території включають: Національний парк дюн Індіани, Національний природний заповідник Еміквон, Державну природну зону прерії Гусячого озера, Державний парк Прері, Національну високотравну прерію Мідевін та Прерію Генсбург-Маркхем.